# پیرعلی (فاروج)
پیرعلی روستایی در دهستان شاه جهان بخش مرکزی شهرستان فاروج استان خراسان شمالی ایران است.

## جمعیت
بر پایه سرشماری عمومی نفوس و مسکن در سال ۱۳۹۵ جمعیت این مکان ۲۸۵ نفر (۷۵خانوار) بوده‌است.